# SG Dynamo Fürstenwalde
Die SG Dynamo Fürstenwalde (1989–1990 SG Union Fürstenwalde) war eine Sportgemeinschaft der Sportvereinigung Dynamo aus Fürstenwalde/Spree, die von 1971 bis 1990 bestand. Sie war in den 1970ern und 1980ern langjähriges Mitglied der DDR-Liga. Nach ihrer Auflösung 1990 schloss sich die Sportgemeinschaft der SG Union Fürstenwalde und dem FSV Preußen Bad Saarow an.

## Geschichte

### Gründung
Dynamo Fürstenwalde entstand 1971 durch den Zusammenschluss der TSG Fürstenwalde mit der SG Dynamo Frankfurt und der SG Dynamo Fürstenwalde/Bad Saarow. Hintergrund dieser Aktion waren Pläne der SV Dynamo, ein neues Nachwuchszentrum in Reichweite des Berliner FC Dynamo zu schaffen. Der Standort Frankfurt (Oder) erschien nachteilig, weil mit dem FC Vorwärts und der BSG Halbleiterwerk bereits zwei potente Fußballmannschaften in Frankfurt ansässig waren. In Fürstenwalde dagegen war die Konkurrenz seitens der TSG, Dynamo oder der BSG Pneumant (alle drei in der Bezirksliga oder tiefer) weniger hoch für die Mannschaft von Dynamo Frankfurt, die sich für die DDR-Liga qualifiziert hatte. Zudem besaß Fürstenwalde mit dem damals 4.000 Zuschauer fassenden Rudolf-Harbig-Stadion eine angemessene Spielstätte.

### Erfolge in der DDR-Liga
In der Saison 1971/72 nahm die neue Mannschaft den Platz von Dynamo Frankfurt in der DDR-Liga ein. Bis 1977 belegte Fürstenwalde stets Plätze im Mittelfeld, ehe im darauffolgenden Jahr ein 10. Platz nicht mehr für den Klassenerhalt reichte. Im folgenden Bezirksligajahr reifte die Mannschaft um ihre Leistungsträger Gerd Pröger (Tor), Klaus Malzahn (Abwehr) und Kapitän Peter Wötzel (Mittelfeld) zu einer schlagkräftigen Truppe heran, die mit einem 2. Platz hinter der nicht aufstiegsberechtigten Reservemannschaft von Vorwärts Frankfurt den sofortigen Wiederaufstieg schaffte.
Sofort half der BFC Dynamo im Zuge seines Plans, in Fürstenwalde eigene Talente reifen zu lassen, mit der Delegierung junger Nachwuchsspieler wie Peter Kaehlitz, Bernd Kuhlke und Bernd Lüdtke die Mannschaft zu verstärken. Damit hatte Trainer Egon Rohde (Vater der Oberligaspieler Peter, Rainer und Frank Rohde) einen Kader zur Verfügung, der ausreichende Qualität für die zweite Liga besaß. Dies wurde bereits im ersten DDR-Liga-Jahr (1979/80) bewiesen, als die Mannschaft Platz 1 in der Ligastaffel B erreichte. Damit qualifizierte sich Fürstenwalde für die Aufstiegsrunde zur DDR-Oberliga, war dort aber gegen Hansa Rostock, Chemie Böhlen und Energie Cottbus chancenlos. Lediglich gegen Wismut Gera gab es einen Sieg.
Trotz der hervorragenden Saison kamen im Durchschnitt nur 1.100 Zuschauer zu den Heimspielen. In den Punktspielen der Saison 1979/80 wurden 19 Spieler eingesetzt, deren Durchschnittsalter 23,1 Jahre betrug. Die folgende Stammelf hatte ein Durchschnittsalter von 23,9 Jahren:
| Gerd Pröger (22 Einsätze, 25 Jahre)                                   |
| Hans Joachim Hubrich (16/25)                                          |
| Klaus Malzahn (21/24), Knut Schulz (11/20), Jürgen Marquering (22/26) |
| Stefan Ott (17/23), Peter Wötzel (22/28), Dieter Müller (21/25)       |
| Bernd Stiegel (13/21), Detlef Schulz (18/26), Bernd Lüdtke (22/20)    |

### Bis zum Ende der DDR und Nachwendezeit
Bis zum Ende des DDR-Fußballbetriebes 1990 konnte sich Dynamo Fürstenwalde in der DDR-Liga meist auf vorderen Rängen behaupten. Der Plan, dem BFC oberligareife Spieler zuzuführen, ließ sich nur teilweise verwirklichen. Nur wenige Fürstenwalder Spieler wie Burkhard Reich (102 Oberligaspiele), Thorsten Boer (32) und Peter Kaehlitz (9) kamen später beim BFC zum Einsatz.
Mit dem Beginn der Wende in der DDR 1989 und der Auflösung des MfS fiel auch die hauptsächliche Unterstützung für die SV Dynamo weg. Außerdem änderte sich für ein Paar Monate der Name des Vereins in SG Union Fürstenwalde Da die SG Union Fürstenwalde den finanziellen Bereich damit nicht mehr absichern konnte, löste sich die SG nach der Saison 1989/90 auf.
Die Spieler schlossen sich in der Folge den neugegründeten Vereinen SG Union Fürstenwalde und FSV Preußen Bad Saarow an. Die SG Union fusionierte 2002 mit Wacker Fürstenwalde zum FSV Union Fürstenwalde.